# Сењи
Сењи (итал. Segni) је насеље у Италији у округу Рим, региону Лацио.
Према процени из 2011. у насељу је живело 6713 становника. Насеље се налази на надморској висини од 569 м.

## Становништво
Према резултатима пописа становништва 2011. у општини је живело 9.101 становника.
| 1931. | 1936. | 1951. | 1961. | 1971. | 1981. | 1991. | 2001. | 2011. |
| ----- | ----- | ----- | ----- | ----- | ----- | ----- | ----- | ----- |
| 7.526 | 8.183 | 9.202 | 8.648 | 8.284 | 8.340 | 8.306 | 8.780 | 9.101 |